# Kanovaren op de Olympische Zomerspelen 2016 – K-4 1000 meter mannen
De K-4 1000 meter mannen op de Olympische Zomerspelen 2016 vond plaats op vrijdag 19 en zaterdag 20 augustus 2016. Regerend olympisch kampioen was Australië, dat in Rio de Janeiro de titel verdedigde. Er werden twee series gevaren, gevolgd door halve finales en twee finales. In de A-finale werden de medailles verdeeld.

## Resultaten

### Series

#### Serie 1
| rang | naam                                                                     | land       | tijd     |    |
| ---- | ------------------------------------------------------------------------ | ---------- | -------- | -- |
| 1    | Max Rendschmidt Tom Liebscher Max Hoff Marcus Groß                       | Duitsland  | 2:52.836 | Q  |
| 2    | Denis Myšák Erik Vlček Juraj Tarr Tibor Linka                            | Slowakije  | 2:55.628 | HF |
| 3    | Ken Wallace Riley Fitzsimmons Jacob Clear Jordan Wood                    | Australië  | 2:55.666 | HF |
| 4    | Fernando Pimenta Emanuel Silva João Ribeiro David Fernandes              | Portugal   | 3:01.498 | HF |
| 5    | Arnaud Hybois Étienne Hubert Sébastien Jouve Cyrille Carré               | Frankrijk  | 3:02.376 | HF |
| 6    | Roberto Maehler Vagner Souta Celso Oliveira Gilvan Ribeiro               | Brazilië   | 3:04.804 | HF |
| 7    | Ilja Golendov Andrej Jergucsjov Sergij Tokarnickij Alekszandr Jemeljanov | Kazachstan | 3:04.883 | HF |

#### Serie 2
| rang | naam                                                            | land       | tijd     |    |
| ---- | --------------------------------------------------------------- | ---------- | -------- | -- |
| 1    | Daniel Havel Lukáš Trefil Josef Dostál Jan Štěrba               | Tsjechië   | 2:52.027 | Q  |
| 2    | Daniel Dal Bo Juan Ignacio Cáceres Pablo de Torres              | Argentinië | 2:55.103 | HF |
| 3    | Javier Hernanz Rodrigo Germade Óscar Carrera Iñigo Peña         | Spanje     | 2:55.514 | HF |
| 4    | Kirill Ljapoenov Vaszilij Pogreban Roman Anoskin Oleg Zsesztkov | Rusland    | 2:56.662 | HF |
| 5    | Tibor Hufnágel Benjámin Ceiner Attila Kugler Tamás Somorácz     | Hongarije  | 3:00.369 | HF |
| 6    | Marko Tomićević Milenko Zorić Dejan Pajić Vladimir Torubarov    | Servië     | 3:05.272 | HF |
| 7    | Nicola Ripamonti Giulio Dressino Alberto Ricchetti Mauro Crenna | Italië     | 3:10.266 | HF |

### Halve finales

#### Halve finale 1
| rang | naam                                                                     | land       | tijd     |   |
| ---- | ------------------------------------------------------------------------ | ---------- | -------- | - |
| 1    | Ken Wallace Riley Fitzsimmons Jacob Clear Jordan Wood                    | Australië  | 2:58.222 | Q |
| 2    | Fernando Pimenta Emanuel Silva João Ribeiro David Fernandes              | Portugal   | 2:58.233 | Q |
| 3    | Marko Tomićević Milenko Zorić Dejan Pajić Vladimir Torubarov             | Servië     | 2:59.636 | Q |
| 4    | Ilja Golendov Andrej Jergucsjov Sergij Tokarnickij Alekszandr Jemeljanov | Kazachstan | 3:00.592 | B |
| 5    | Tibor Hufnágel Benjámin Ceiner Attila Kugler Tamás Somorácz              | Hongarije  | 3:00.645 | B |
| 6    | Daniel Dal Bo Juan Ignacio Cáceres Pablo de Torres                       | Argentinië | 3:00.952 | B |

#### Halve finale 2
| rang | naam                                                            | land      | tijd     |   |
| ---- | --------------------------------------------------------------- | --------- | -------- | - |
| 1    | Denis Myšák Erik Vlček Juraj Tarr Tibor Linka                   | Slowakije | 2:59.362 | Q |
| 2    | Javier Hernanz Rodrigo Germade Óscar Carrera Iñigo Peña         | Spanje    | 3:00.237 | Q |
| 3    | Arnaud Hybois Étienne Hubert Sébastien Jouve Cyrille Carré      | Frankrijk | 3:00.896 | Q |
| 4    | Kirill Ljapoenov Vaszilij Pogreban Roman Anoskin Oleg Zsesztkov | Rusland   | 3:01.065 | B |
| 5    | Nicola Ripamonti Giulio Dressino Alberto Ricchetti Mauro Crenna | Italië    | 3:03.868 | B |
| 6    | Roberto Maehler Vagner Souta Celso Oliveira Gilvan Ribeiro      | Brazilië  | 3:09.220 | B |

### Finales

#### Finale B
| rang | naam                                                                     | land       | tijd     |  |
| ---- | ------------------------------------------------------------------------ | ---------- | -------- |  |
| 9    | Kirill Ljapoenov Vaszilij Pogreban Roman Anoskin Oleg Zsesztkov          | Rusland    | 3:06.825 |  |
| 10   | Ilja Golendov Andrej Jergucsjov Sergij Tokarnickij Alekszandr Jemeljanov | Kazachstan | 3:08.715 |  |
| 11   | Tibor Hufnágel Benjámin Ceiner Attila Kugler Tamás Somorácz              | Hongarije  | 3:10.388 |  |
| 12   | Daniel Dal Bo Juan Ignacio Cáceres Pablo de Torres                       | Argentinië | 3:12.621 |  |
| 13   | Roberto Maehler Vagner Souta Celso Oliveira Gilvan Ribeiro               | Brazilië   | 3:13.337 |  |
| 14   | Nicola Ripamonti Giulio Dressino Alberto Ricchetti Mauro Crenna          | Italië     | 3:14.399 |  |

#### Finale A
| rang   | naam                                                         | land      | tijd     |  |
| ------ | ------------------------------------------------------------ | --------- | -------- |  |
| Goud   | Max Rendschmidt Tom Liebscher Max Hoff Marcus Groß           | Duitsland | 3:02.143 |  |
| Zilver | Denis Myšák Erik Vlček Juraj Tarr Tibor Linka                | Slowakije | 3:05.044 |  |
| Brons  | Daniel Havel Lukáš Trefil Josef Dostál Jan Štěrba            | Tsjechië  | 3:05.176 |  |
| 4      | Ken Wallace Riley Fitzsimmons Jacob Clear Jordan Wood        | Australië | 3:06.731 |  |
| 5      | Javier Hernanz Rodrigo Germade Óscar Carrera Iñigo Peña      | Spanje    | 3:06.768 |  |
| 6      | Fernando Pimenta Emanuel Silva João Ribeiro David Fernandes  | Portugal  | 3:14.399 |  |
| 7      | Arnaud Hybois Étienne Hubert Sébastien Jouve Cyrille Carré   | Frankrijk | 3:07.488 |  |
| 8      | Marko Tomićević Milenko Zorić Dejan Pajić Vladimir Torubarov | Servië    | 3:10.241 |  |